# ریزموش اولدئا
ریزموش اولدئا (نام علمی: Sminthopsis ooldea) نام یک گونه از سرده ریزموش‌ها است.